# NGC 6313
NGC 6313 (również PGC 59739 lub UGC 10742) – galaktyka spiralna (Sab), znajdująca się w gwiazdozbiorze Herkulesa. Odkrył ją Lewis A. Swift 21 kwietnia 1887 roku.